# San Cipriano Picentino
San Cipriano Picentino er en by i Campania, Italien med 6.529 (2023) indbyggere.